# Alto de Timotes
El Alto de Timotes (8°50′54″N 70°49′20″O / 8.84843, -70.8223) es una formación de montaña ubicado entre las localidades de Timotes y Chachopo en el extreme oeste del páramo de Mucuchíes de la Sierra La Culata, Venezuela. A una altitud de 4.183 m s. n. m., el Alto de Timotes es una de las montaña más alta en Venezuela.

## Historia
El valle donde se ubica el Alto de Timotes hasta el Cerro El Say más al norte fue ocupado por los indígenas timotes y cuicas. el poblado de Timotes recibió otro nombre designado por las autoridades coloniales españolas como pueblo de los indios Mucurujún en el siglo XVII. 
Para el momento de la llegada de los europeos, esta región de alta montaña fue ocupada por pueblos con alto desarrollo agrícola que hablaban lenguas de la familia timoto-cuica. Dichos pueblos producían maíz, papas y algodón en terrazas agrícolas sobre las laderas de las montañas del páramo andino.

## Ubicación
El Alto de Timotes se encuentra en la unión de carreteras a nivel del Pico El Águila y al sur de los poblados de Timotes y Chachopo.

## Geografía
El Alto de Timotes se encuentra en un macizo rocoso bajo fuerte influencia de parte de las lluvias y los sedimentos que las torrenciales aguas producen a nivel medio del valle del río Motatan. Una gran influencia rocosa proviene del llamado "formación Esnujaque", el cual se compone de terrazas aluviales de dos orígenes, uno relativamente joven y el otro mucho más antiguo, especialmente la falda del Alto que da a la población de Timotes.
Se compone discordantemente de rocas precámbricas y a varios plutones graníticos y, a más profundidad, coluviones (granos más finos del limo y de la arena) de la era del holoceno y contemporáneos.